# پیام اخوان
پیام اخوان، وکیل ایرانی-کانادایی، فعال حقوق بشر و استاد دانشگاه مک‌گیل در مونترال است.
اخوان در سال ۲۰۰۱ تحصیلات خود را در دانشگاه هاروارد به پایان برد. او از پایه‌گذاران «مرکز اسناد حقوق بشر ایران» در نیویورک است.
از او کتاب Definition, Meaning, and the Ultimate Crime: Reducing Genocide to Law توسط انتشارات دانشگاه کمبریج در سال ۲۰۱۲ به چاپ رسیده‌است.

## اوائل زندگی
اخوان در یک خانواده بهایی در ایران به دنیا آمد. خانواده او در ۹ سالگی وی به دلیل تبعیضهای مذهبی بر علیه بهاییان مجبور به مهاجرت به کانادا شدند و در تورونتو ساکن شدند. 

## مرکز اسناد حقوق بشر
در سال ۲۰۰۴ و با تاکید دولت آمریکا بر روی وضعیت حقوق بشر در ایران، پیام اخوان به همراه رویا حکاکیان و رامین احمدی «مرکز اسناد حقوق بشر ایران» را تاسیس کردند. این مرکز با بودجه ابتدایی یک میلیون دلار از سوی وزارت خارجه آمریکا تاسیس شد. پس از آن به این مرکز سالانه بودجه نیم میلیون دلاری از سوی دولت آمریکا اختصاص داده شده است. پس از انتخابات ریاست جمهوری ۱۳۸۸ در ایران، دولت کانادا نیز به این مرکز کمک مالی اعطا کرد.

## مخالفت با نظام جمهوری اسلامی
او از جمله ۱۵ فعال سیاسی و مدنی بود که در بهمن ۱۳۹۶ با تأکید بر «اصلاح‌ناپذیری» نظام جمهوری اسلامی ایران خواستار برگزاری همه‌پرسی تحت نظارت سازمان ملل متحد برای «گذار مسالمت‌آمیز» از حکومت فعلی «به یک دموکراسی سکولار پارلمانی» شد.

## نگارخانه

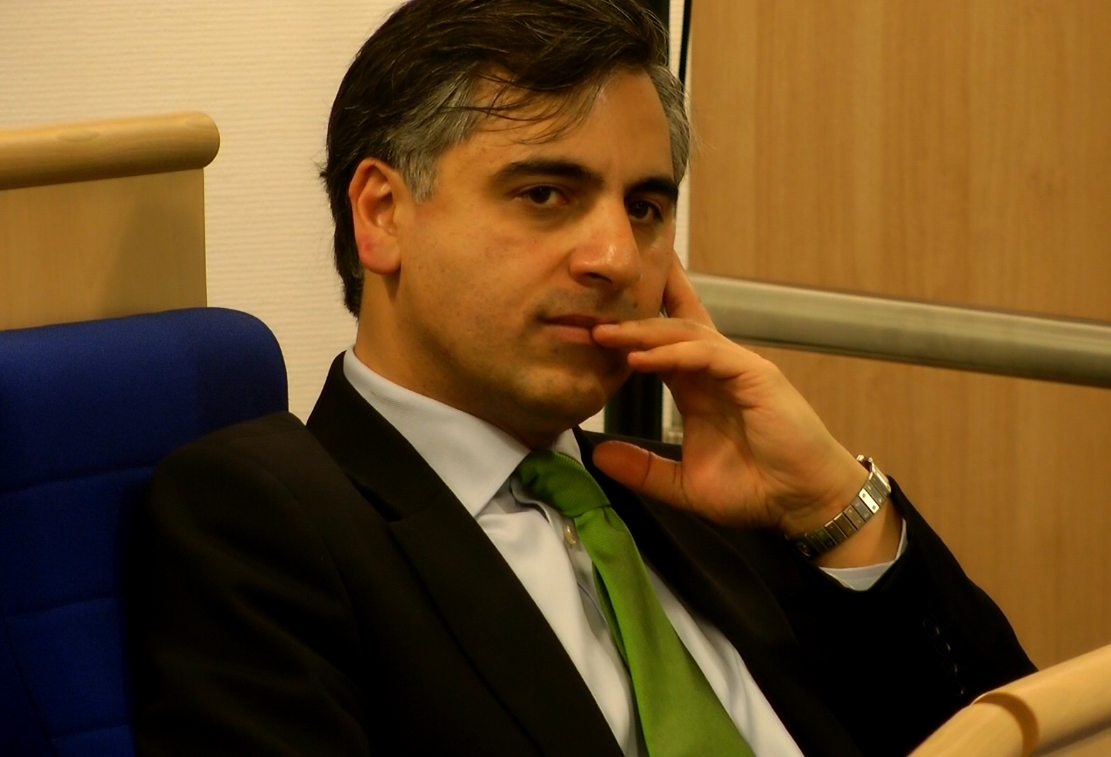
به عبارت دیگر - پیام اخوان
- پیام اخوان - ۲۰۱۳